# Právo organizovat se
Právo organizovat se je jedním ze základních práv zaměstnanců a zaměstnavatelů na svobodu vytváření a sdružování v místních, vnitrostátních nebo mezinárodních organizacích na ochranu svých hospodářských a sociálních zájmů. Řadí se mezi hospodářská, sociální a kulturní práva.

## Mezinárodní právní zakotvení
Právo organizovat se je obsaženo v řadě mezinárodních dokumentů. Často je v nich zahrnuto v právu na svobodu sdružování.
Všeobecná deklarace lidských práv z roku 1948 v článku 20 zaručuje každé osobě svobodu ve sdružování a zároveň zmiňuje, že nikdo nesmí být nucen stát se členem nějakého sdružení. V článku 23 odstavci 4 je uvedeno právo zakládat odborové organizace na ochranu svých zájmů a možnost do nich vstoupit.
Obdobně je právo na sdružování s jinými včetně práva zakládat odbory nebo do nich vstupovat na ochranu svých zájmů zakotveno v čl. 22 odst. 1 v Mezinárodním paktu o občanských a politických právech. Odst. 2 stejného článku výslovně zakazuje omezení tohoto práva. Přípustná jsou pouze omezení, která jsou stanovena zákonem a která jsou nutná v demokratické společnosti v zájmu národní nebo veřejné bezpečnosti, veřejného pořádku, ochrany veřejného zdraví nebo morálky nebo ochrany práv a svobod jiných. Zákon může omezit výkon tohoto práva příslušníkům ozbrojených sil a policie.
Dalším významným dokumentem je Mezinárodní pakt o hospodářských, sociálních a kulturních právech, který v čl. 8 odst. 1b uznává právo odborových organizací na zakládání národních federací a konfederací i vytváření či přistoupení do mezinárodních odborových organizací. V odst. 2 stejného článku rozšiřuje omezení výkonu tohoto práva i na správní orgány státu a v odst. 1b je odborovým organizacím přiznáno právo na stávku.
V pracovních vztazích má silnější pozici zaměstnavatel, a proto je logické, že větší pozornost v dokumentech je dána svobodě pracovníků zakládat odborové organizace. Jednu mála výjimek v tomto ohledu tvoří úmluvy Mezinárodní organizace práce (MOP), jelikož výslovně zmiňují v právu organizovat se i zaměstnavatele. Jsou zásadní i díky své nejkomplexnější úpravě práva organizovat se. Z úmluv MOP jde zejména o dvě klíčové a jednu doplňující:
- Úmluva č. 87 o svobodě sdružování a ochraně práva odborově se sdružovat z roku 1948, která v čl. 2 přiznává právo organizovat se bez rozdílu i zástupcům zaměstnavatelů vč. organizací mezinárodních (každá organizace, federace nebo konfederace má právo stát se členem některé mezinárodní organizace). Čl. 3 odst. zakotvuje zcela svobodné volení svých zástupců, organizaci správy a činnosti i formulace svého programu. Odst. 2 stejného článku ukládá povinnost zdrženlivosti jakéhokoliv zásahu veřejných orgánů do těchto organizací a čl. 4 zamezuje možnost administrativního zákazu či pozastavení činnosti.[6]
- Úmluva č. 98 o právu organizovat se a kolektivně vyjednávat z roku 1949, která v čl. 1 přiznává ochranu pracovníkům proti všem projevům diskriminace směřujícím k ohrožením odborové svobody a v čl. 2 přiznává ochranu proti jakémukoliv zasahování zaměstnanců či zaměstnavatelů do záležitostí druhé strany zastupujících organizací.[7]
- Úmluva č. 153 o ochraně zástupců pracovníků v podniku a úlevách, které jim mají být poskytnuty z roku 1971 podrobněji rozvádí příslušná ustanovení úmluvy MOP č. 98.[5][8]

V rámci mezinárodních evropských dokumentů je právo organizovat se chráněno v Evropské úmluvě o lidských právech z roku 1950 v čl. 11 odst. 1. zakládá ochranu svobody sdružování s jinými na ochranu svých zájmů vč. zakládání a vstupování do odborů. Evropská sociální charta z roku 1961 (revidovaná r. 1996) v čl. 5 též zakotvuje svobodu sdružování a výslovně tuto svobodu uvádí i pro zaměstnavatele. Právo na svobodu sdružování na všech úrovních je zakotveno v Evropské unii v Listině základních práv EU v čl. 12. odst. 1.

## Právní zakotvení v České republice
V České republice je právo organizovat se upraveno na ústavní i zákonné úrovni.
- Ústava České republiky v čl. 10 stanovuje přednost mezinárodních smluv před zákonem, k jejichž ratifikaci dal Parlament souhlas a jimiž je Česká republika vázána, pokud jsou tyto smlouvy součástí českého právního řádu.[12]

- Listina základních práv a svobod v čl. 20 odst. 1 zaručuje právo svobodného sdružování a především čl. 27 zakotvuje právo svobodného sdružování na ochranu svých hospodářských a sociálních zájmů. Odborové organizace mají vznikat nezávisle na státu, omezování jejich počtu je nepřípustné a jejich činnost (i dalších sdružení na ochranu hospodářských zájmů vč. zájmů zaměstnavatelů) mohou být za určitých vyjmenovaných podmínek omezeny zákonem. Odstavec 4 téhož článku zaručuje právo na stávku dle podmínek vymezených zákonem.[13]
- Zákoník práce (Zákon č. 262/2006 Sb.)  v § 276 definuje zástupce zaměstnaců, jimiž mohou být odborová organizace, rada zaměstnanců nebo zástupce pro oblast bezpečnosti a ochrany zdraví při práci (BOZP). Dále v § 22 - 29 upravuje problematiku kolektivních smluv jako zvláštního typu právního jednání.[14]
- Občanský zákoník (Zákon č. 89/2012 Sb.) v § 3025 zmiňuje odborové organizace a organizace zaměstnavatelů jako právnické osoby sui generis, pro které platí zvláštní pravidla při vzniku, změnách a zániku na principu evidenčním (nikoliv registračním) a de facto tím uznává principu zakotveného v Úmluvě MOP č. 87.[15][16]
- Zákon o veřejných rejstřících právnických a fyzických osob (Zákon č. 304/2013 Sb.), který je prováděcím předpisem občanského zákoníku. Významné jsou jeho § 26 a § 121 týkající se vnitrostátních a mezinárodních odborových organizací i organizací zaměstnavatelů.[17]

## Subjekty kolektivního pracovního práva v České republice
Svoboda zakládat organizace pracovníků nebo zaměstnavatelů na ochranu svých hospodářských a sociálních zájmů by nebyla úplná bez zajištění práva kolektivně vyjednávat, které se naplňuje formou sociálního dialogu, jehož účelem je dosažení dohody ve formě kolektivní smlouvy. Klíčové subjekty kolektivního pracovního práva v rámci sociálního dialogu jsou:
- Odborové organizace, které mají právo ustavovat federace a konfederace (zaměstnanecké organizace - svazy). Největší odborovou konfederací sdružující 29 profesních odborových svazů s přibližně 1 mil. členů je Českomoravská konfederace odborových svazů (ČMKOS).[zdroj?][18]
- Zaměstnavatelé a zaměstnavatelské organizace (svazy). Největšími konfederacemi zaměstnavatelů, které jsou zastoupeny v tripartitních orgánech v České republiky, jsou Svaz průmyslu a dopravy ČR a Konfederace zaměstnavatelských a podnikatelských svazů ČR.[19]
- Stát, jenž hraje významnou roli na několika úrovních: vytvořením vhodného právního prostředí vč. tvorby legislativy (v rámci legislativního procesu jsou připomínkovými místy i odbory a zástupci zaměstnavatelů),[20] výkonem soudnictví, kontrolních systémů a v rámci tripartitních jednání.[19]

Mezi další subjekty kolektivního pracovního práva patří:
- Zaměstnanci
- Rada zaměstnanců
- Zástupci pro BOZP

Jednotlivé typy subjektů kolektivního pracovního práva mají odlišné postavení s ohledem na to, jaká práva, povinnosti a v jakém rozsahu pracovněprávní předpisy s nimi spojují. Existují dvě výjimky subjektů kolektivního pracovního práva, které nejsou právní osobností dle § 15 Občanského zákoníku, a které mohou být účastníkem pracovněprávních vztahů, nicméně chybí jim svéprávnost. Mezi takové patří Rada zaměstnanců a zástupci pro oblast BOZP, jenž mohou být alternativou k odborům v zajištění práva na informace a projednání. Zároveň Český právní řád ukládá povinnost zaměstnavatelům jednat přímo se zaměstnanci na úrovni odpovídající předmětu jednání a dle jejich působnosti na úrovni řízení v případě, že u nich nepůsobí odborová organizace, rada zaměstnanců nebo zástupce pro BOZP.